# Hauteur de chute
La hauteur de chute, dans le contexte d'une centrale hydro-électrique, est la différence d'altitude entre le niveau de l'eau en amont et la turbine hydraulique.
Une hauteur de chute importante augmente la puissance qu'on peut extraire du cours d'eau. Les barrages permettent d'augmenter la hauteur de chute en créant un réservoir artificiel en amont de la centrale.
On classe les ouvrages en fonction de leur hauteur de chute maximale:
- les hautes chutes, plus de 200 mètres;
- les moyennes chutes, entre 50 et 200 mètres;
- les basses chutes, de moins de 50 mètres.

Le type de turbine hydraulique qui peut être installé dans une centrale dépend de sa hauteur de chute.